# The Carlyle Group
The Carlyle Group, fondata nel 1987 da William E. Conway Jr, Daniel A. D'Aniello e da David M. Rubenstein, è una società internazionale di asset management con un patrimonio complessivo di circa 203 miliardi di dollari statunitensi in gestione, ripartiti in 129 fondi e 141 fondi di fondi che operano su scala globale.
Tra le principali aree di attività del gruppo vi sono l'investimento di private equity e l'investimento in asset immobiliari. I principali settori in cui il fondo investe sono: industria aerospaziale, difesa, commercio al dettaglio, energia, servizi finanziari, sanità, industriale, infrastrutture, beni immobili, tecnologia, trasporti, telecomunicazioni e media.

## Storia
Carlyle è stata fondata nel 1987 come boutique di investment banking da cinque partner con esperienza nel settore finanziario e governativo: William E. Conway Jr., Stephen L. Norris, David Rubenstein, Daniel A. D'Aniello e Greg Rosenbaum. I soci fondatori hanno chiamato l'azienda in onore del Carlyle Hotel di New York (dal nome di Thomas Carlyle) dove Norris e Rubenstein avevano pianificato la nuova attività di investimento. Rubenstein, un avvocato con sede a Washington, aveva lavorato nell'amministrazione Carter. Norris e D'Aniello avevano lavorato insieme a Marriott Corporation; Conway era un dirigente finanziario presso MCI Communications. Rosenbaum se ne andò nel primo anno e Norris nel 1995. Rubenstein, Conway e D'Aniello rimasero attivi nell'attività. Carlyle è stata fondata con 5 milioni di dollari di sostegno finanziario da T. Rowe Price, Alex. Brown & Sons, First Interstate Equities e la famiglia Richard King Mellon.
Alla fine degli anni '80, Carlyle raccolse capitale affare per affare per perseguire investimenti di acquisizione con leva finanziaria, inclusa una battaglia fallita per l'acquisizione di Chi-Chi's. L'azienda ha raccolto il suo primo fondo di acquisizione dedicato con 100 milioni di dollari di impegni degli investitori nel 1990. Nei suoi primi anni, Carlyle ha anche assistito in transazioni tra cui, nel 1991, un investimento di 500 milioni di dollari in Citigroup da parte del principe Al-Waleed bin Talal, membro della famiglia reale saudita.
Carlyle ha sviluppato una reputazione per l'acquisizione di attività legate al settore della difesa. Nel 1992, Carlyle ha rilevato la divisione Elettronica di General Dynamics Corporation, ribattezzata GDE Systems, un produttore di sistemi elettronici militari. Carlyle avrebbe venduto l'attività a Tracor nell'ottobre 1994. Carlyle ha acquisito Magnavox Electronic Systems, il segmento dei sistemi di comunicazione militare e di guerra elettronica di Magnavox, da Philips Electronics nel 1993. Carlyle ha poi venduto Magnavox per circa 370 milioni di dollari a Hughes Aircraft Company nel 1995. Carlyle ha anche investito in Vought Aircraft attraverso una partnership con Northrop Grumman. L'investimento più importante di Carlyle nel settore della difesa è avvenuto nell'ottobre 1997 con l'acquisizione di United Defense Industries. L'acquisizione da 850 milioni di dollari di United Defense ha rappresentato il più grande investimento di Carlyle fino a quel momento. Carlyle ha completato un'IPO di United Defense alla Borsa di New York nel dicembre 2001, quindi ha venduto il resto delle azioni nell'aprile 2004.  Negli anni più recenti, Carlyle ha investito meno nel settore della difesa.
La conferenza degli investitori di Carlyle del 2001 si è svolta l'11 settembre 2001. Nelle settimane successive all'incontro, è stato riferito che Shafiq bin Laden, membro della famiglia Bin Laden, era stato "l'ospite d'onore" e che erano investitori in Carlyle.  Rapporti successivi hanno confermato che la famiglia Bin Laden aveva investito 2 milioni di dollari nel fondo Carlyle Partners II nel 1995. Un contributo iniziale che è cresciuto nel tempo. Queste connessioni sarebbero state successivamente descritte in Fahrenheit 9/11 di Michael Moore. La famiglia Bin Laden ha liquidato le sue partecipazioni nei fondi di Carlyle nell'ottobre 2001, subito dopo gli attacchi dell'11 settembre, quando il collegamento del cognome con il nome del Gruppo Carlyle è diventato impolitico.

## Investimenti in Italia di Carlyle
Il fondo Carlyle Italia è diretto da Marco De Benedetti.
- Riello, gruppo termomeccanico: acquisizione di una quota del 50% nel giugno 2000, e disinvestimento nell'ottobre 2004 quando Ettore Riello insieme alle sorelle riacquista la totale proprietà del gruppo portando all'uscita del fondo dal capitale sociale.[1][2]
- Avio, società attiva nel settore aeronautico e spaziale: acquisizione del 70% del gruppo nel 2003 e successivo disinvestimento nel 2006.
- Moncler, gruppo di moda specializzato nel segmento dei piumini: Carlyle acquisisce il 48% del capitale sociale ad ottobre 2008, quota poi parzialmente ridotta al 18% con l'ingresso nel capitale del fondo Eurazeo a giugno 2011; con l'IPO in Borsa Italiana di Moncler a dicembre 2013 la partecipazione di Carlyle si riduce al 7%, quota poi integralmente ceduta a giugno 2014.
- TWINSET Milano, gruppo di abbigliamento femminile: acquisizione di una quota di maggioranza del gruppo nel mese di luglio 2012.
- Marelli Motori, società attiva nella produzione e distribuzione di generatori e motori elettrici: investimento nel gruppo nel mese di agosto 2013.
- Sematic, gruppo attivo nella produzione e distribuzione di ascensori e componenti per ascensori: accordo per acquisizione di maggioranza a dicembre 2014, closing dell'operazione previsto per i primi mesi 2015.
- Comdata Group, gruppo attivo nell'esternalizzazione. Acquisizione avvenuta a metà Dicembre 2015. Entro Marzo 2016 Carlyle sarà già operativa.
- Forgital Group, gruppo attivo nel settore aeronautico, spaziale ed energetico: acquisizione del 100% nel settembre 2019.
- Dainese, azienda italiana di kit e abbigliamento per motociclisti, rilevata da Investcorp nel marzo 2022 per 630 milioni di dollari.[3]